# کونه، بورکینافاسو
کونه (بر وزن شـُله) شهری در شهرستان کینده در استان بولکیمده در بورکینافاسوی غربی مرکزی است جمعیت آن ۵۵۱۹ نفر است.